# Krabbor
Krabbor (Brachyura) är en delordning av vattenlevande kräftdjur. Vissa arter fiskas som mat, ofta ansedda som delikatesser. Krabbor har tio ben varav det första paret bär gripklor. 

## Utseende
Det finns stora variationer mellan de olika arternas storlek från släktet Pinnotheres som är bara några millimeter stor och den japanska spindelkrabban (Macrocheira kaempferi) som med utsträckta armar når en spann av 3,7 meter. Alla krabbor har ett tjockt exoskelett som huvudsakligen består av kalciumkarbonat. Liksom hos andra tiofotade kräftdjur finns fem ben på varje sida och det främre paret är utrustad med saxformiga klor (chela). Hos simkrabbor (Portunidae) liknar det sista benparet paddlar som används för simning.
Hos krabbor finns ofta en tydlig könsdimorfism. Hanar har vanligen större klor. Tydligast är skillnaden hos släktet vinkarkrabbor (Uca). Där har hanarna en klo som är betydligt större än deras andra klo. Klon används för att attrahera honor och skrämma bort andra hanar. En annan skillnad är formen av en platta på bålens undersida. Hos krabbor av hankön är den smal och trekantig medan honor har en bred och rund platta.

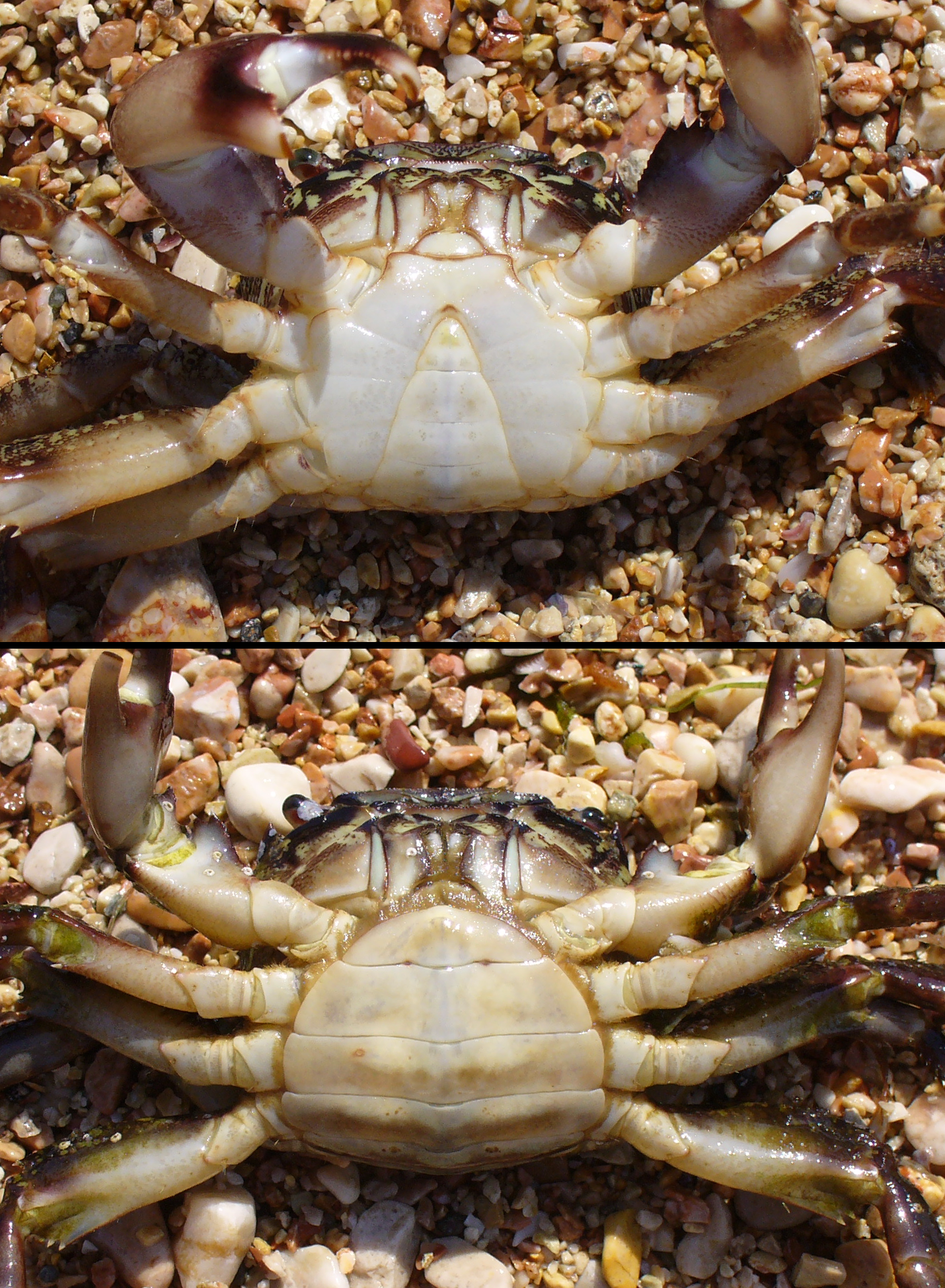
Hane (överst) och hona av arten Pachygrapsus marmoratus. Skillnaden mellan plattorna på buken syns tydligt.

## Utbredning
Krabbor lever i alla hav över hela världen. Det finns även krabbor som är anpassade för ett liv i sötvatten eller på land, huvudsakligen i tropiska regioner. De flesta krabborna går på havets botten. Bara ett fåtal arter simmar några veckor i det öppna vattnet och arten Polybius henslowii vistas sex månader av sitt liv eller lite längre i det öppna havet.

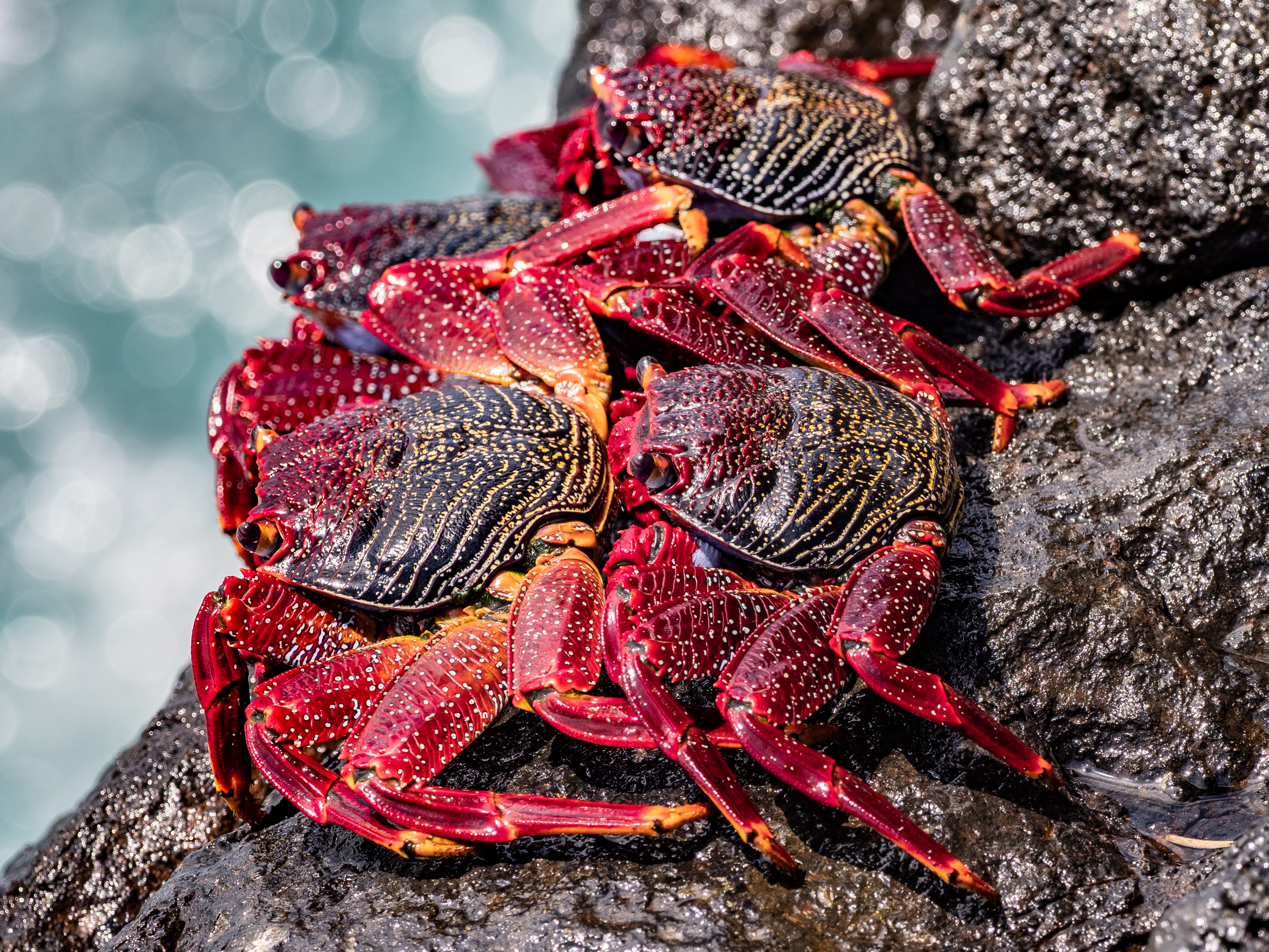
Grapsus adscensionis med utbredning i medelhavsområdet, Azorerna, Madera och Kanarieöarna

## Ekologi

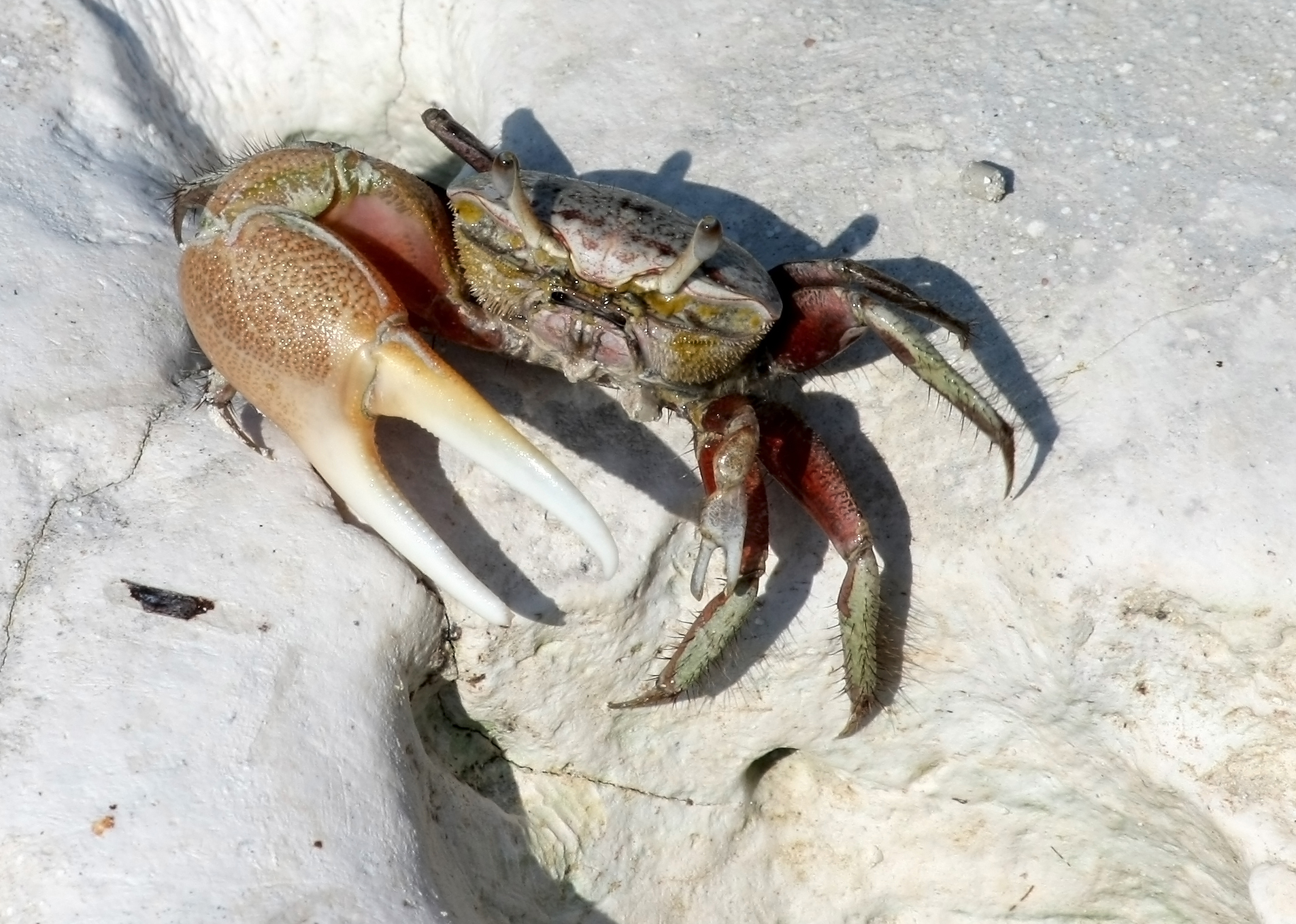
En vinkarkrabba (Uca pugilator) med förstorad höger klo.

De typiska krabborna rör sig åt sidan. Benens konstruktion gör rörelsen åt sidan mera effektiv. Några arter, däribland olika medlemmar av familjen Raninidae, rör sig däremot fram- eller bakåt.
Krabbor har ett komplext socialt beteende. De kan till exempel kommunicera genom att trumma eller vifta med sina klor. Individerna har en tendens att vara aggressiva mot varandra och hanar strider ofta mot varandra för rätten att para sig med en hona. På klippiga havsbottnar förekommer även strider om bra gömställen. Vinkarkrabbor gräver underjordiska bon i sanden eller i leran som viloplatser eller parningsställen som de försvarar mot främlingar.
Krabbor är allätare men hos de flesta utgör alger huvudfödan. De äter även blötdjur, maskar, andra kräftdjur, svampar, bakterier och detritus. Denna blandning av vegetabiliska och animaliska ämnen gör att många krabbor växer fort och har en utmärkt fitness. Några arter är specialiserade på viss föda, till exempel plankton eller små fiskar.

## Taxonomi
Enligt Grave et al. (2009) delas infraordningen krabbor i fyra taxonomiska enheter (ibland betecknad som sektioner eller utan beteckning) med högre rang än överfamilj och den fjärde enheten delas i ytterligare två grupper.
- Dromiacea (5 överfamiljer, inklusive 2 utdöda)
- Raninoida (överfamilj Raninoidea)
- Cyclodorippoida (överfamilj Cyclodorippoidea)
- Eubrachyura
  - Heterotremata (28 överfamiljer)
  - Thoracotremata (4 överfamiljer)